# Englisch Verlag

Das Logo des Verlags

Der Englisch Verlag GmbH war ein deutscher Sachbuchverlag auf dem Gebiet Kunst und Kunsthandwerk. Der Verlagssitz war in Wiesbaden.

## Geschichte
Der Verlag wurde 1973 durch Iring Englisch gegründet und veröffentlichte Eigenproduktionen, die vom verlagseigenen Lektorat betreut wurden. Bis zum Jahr 2008 wurden 1500 Titel von ca. 120 Autoren herausgegeben. Jährlich brachte der Verlag ca. 35 Neuerscheinungen heraus und hatte 180 lieferbare Titel im Programm.
Mit Wirkung zum 1. Januar 2010 wurde der Englisch Verlag von der Christophorus Verlag GmbH & Co. KG in Freiburg übernommen. Das Verlagsbüro in Wiesbaden blieb bei der Übernahme bestehen.

## Verlagsprogramm
Das Programm mit Titeln zu Acrylmalerei, Aquarellmalerei, Ölmalerei und Pastellmalerei, zum Zeichnen, zu Spezial- und Einzelthemen sowie Kunsthandwerk war nach einer didaktischen Wissenspyramide aufgebaut. Die sechs Buchreihen Malen mit Erfolg, Mitmachbuch, Workshop, Kunst-Ratgeber, Kunst-Werkstatt und Kunst-Akademie richteten sich an Anfänger sowie  Hobbykünstler. Zu den Autoren zählten Künstler und Dozenten, die ihr Fachwissen pädagogisch aufbereiteten.